# Saprosma axilliflora
Saprosma axilliflora är en måreväxtart som beskrevs av Theodoric Valeton. Saprosma axilliflora ingår i släktet Saprosma och familjen måreväxter. Inga underarter finns listade i Catalogue of Life.